# Осман, Мохаммед
Мохаммед Осман (араб. مُحَمَّد عُثمَان‎; род. 1 января 1994, Эль-Камышлы, Эль-Хасака) — сирийский футболист, полузащитник тайского клуба «Лампхун Уорриорз» и сборной Сирии.

## Биография

### Клубная карьера
5 июля 2013 года Осман подписал контракт с клубом «Витесс», но за основной состав не играл в течение долгого времени. 22 мая 2015 года подписал новый однолетний контракт с «Витессом». Дебютировал в Эредивизи 14 августа 2015 года в матче с «Родой» — «Витесс» выиграл матч со счётом 3:0.
С 2017 по 2021 год Осман играл в Нидерландах за клубы «Телстар» и «Хераклес» и в Катаре за «Аль-Харитият».
10 сентября 2021 года в качестве свободного агента подписал контракт с роттердамской «Спартой».
28 июня 2022 года подписал контракт с тайским клубом «Лампхун Уорриорз».

### Карьера в сборной
Дебютировал за сборную Сирии 6 сентября 2018 года в товарищеском матче со сборной Узбекистана; тот матч закончился со счётом 1:1.
В декабре 2018 года был включён в состав сборной на Кубок Азии 2019. На турнире сыграл в трёх матчах группового этапа, ни один из которых сборная Сирии не выиграла и не вышла из группы.